# Wasyl Bodnar
Wasyl Myronowycz Bodnar (ukr. Василь Миронович Боднар; ur. 20 września 1976 w Olesinie) – ukraiński dyplomata i urzędnik państwowy. Ambasador Ukrainy w Turcji (2021–2024) i Polsce (od 2024).
Wiceminister spraw zagranicznych tego kraju (2017–2021), Konsul Generalny Ukrainy w Stambule, przedstawiciel Ukrainy przy Organizacji Współpracy Gospodarczej Państw Morza Czarnego.

## Życiorys
Absolwent Wydziału Stosunków Międzynarodowych (1998) i Wydziału Prawa (2003) Lwowskiego Uniwersytetu Narodowego im. Iwana Franki. Odbył kurs integracji europejskiej w Holenderskim Instytucie Stosunków Międzynarodowych "Clingendael".